# Felonica
Felonica (also called "Fotonica" hoặc "Flonga") là một đô thị tại tỉnh Mantova trong vùng Lombardia của Italia, có vị trí cách khoảng 180 km về phía đông nam của Milano và khoảng 50 km về phía đông nam của Mantova. Tại thời điểm ngày 31 tháng 12 năm 2004, đô thị này có dân số 1.586 người và diện tích là 22,5 km².
Đô thị Felonica có các frazione (đơn vị cấp dưới) Quatrelle.
Felonica giáp các đô thị: Bondeno, Calto, Castelmassa, Ficarolo, Salara, Sermide.